# Клофт, Ханс
Ханс Клофт (нем. Hans Kloft, род. 10 апреля 1939, Дюссельдорф) — немецкий историк-антиковед. Доктор философии, университетский профессор.

## Биография
Изучал классическую филологию, историю и политологию в университетах Кёльна и Бонна. В Кёльне в 1968 году получил степень д-ра философии.
В 1968-77 годах сотрудник Рейнско-Вестфальского технического университета Ахена. Ассистент, в 1974 году там же хабилитировался с работой по древнеримской истории и стал приват-доцентом.
В 1977—2004 годах — профессор истории со специализацией по древней истории Бременского университета.
Затем на пенсии.
Член Исторической ассоциации.
Автор «Mysterienkulte der Antike» — доступное и компетентное изложение о древних мистических культах и включавшихся в них обрядах и ритуалах.